# Acanthurus albimento
Acanthurus albimento là một loài cá biển thuộc chi Acanthurus trong họ Cá đuôi gai. Loài cá này được mô tả lần đầu tiên vào năm 2017.

## Từ nguyên
Danh từ định danh albimento trong tiếng Latinh có nghĩa là "cằm trắng" (albus: "trắng", mentum: "cằm"), hàm ý đề cập đến đốm trắng ở dưới cằm của loài cá này.

## Phạm vi phân bố và môi trường sống
A. albimento có phạm vi phân bố ở Tây Thái Bình Dương. Loài cá này hiện chỉ được biết đến thông qua 6 mẫu vật được thu thập ở vùng biển phía đông bắc Luzon, Philippines.

## Mô tả
Chiều dài cơ thể tối đa được ghi nhận ở A. albimento xấp xỉ 25,2 cm. Như tất cả những thành viên chi Acanthurus, A. albimento có một mảnh xương nhọn màu xám chĩa ra ở mỗi bên cuống đuôi, tạo thành ngạnh sắc, được bao quanh bởi một vệt đốm màu đen. Vây đuôi lõm sâu, hình cánh nhạn, thùy đuôi nhọn.
A. albimento tổng thể có màu nâu da cam, trở nên sẫm nâu ở thân sau. Đầu có nhiều vệt sọc màu xanh lam; thân cũng có những dải sọc cùng màu, nhưng nhiều và mờ hơn so với sọc ở đầu. Môi có màu nâu với phần cằm trắng. Các vây có màu nâu nhạt, có các dải sọc mờ.
Số gai ở vây lưng: 9; Số tia vây mềm ở vây lưng: 26 - 28; Số gai ở vây hậu môn: 3; Số tia vây mềm ở vây hậu môn: 25 - 27; Số tia vây ở vây ngực: 15 - 17; Số gai ở vây bụng: 1; Số tia vây ở vây bụng: 5.

### Trích dẫn
- Kent E. Carpenter; Jeffrey T. Williams; Mudjekeewis D. Santos (2017). “Acanthurus albimento, a new species of surgeonfish (Acanthuriformes: Acanthuridae) from northeastern Luzon, Philippines, with comments on zoogeography” (PDF). Journal of the Ocean Science Foundation. 25: 33–46.